# Betty Harris
Betty Harris (Orlando, 9 september 1939 is een Amerikaanse soulzangeres. Haar opnamecarrière in de jaren zestig leverde drie hitsingles op die de Amerikaanse Billboard R&B en Billboard Hot 100 hitlijsten haalden: De Bert Bernsklassieker "Cry to Me" (1963), "His Kiss" (1964) en "Nearer to You" (1967). Haar reputatie onder liefhebbers van soulmuziek overtreft echter ruimschoots haar commerciële succes uit de jaren zestig, en haar opnames voor de platenlabels Jubilee en Sansu zijn in de jaren 2000 zeer gewild bij fans van Southern Soul, soms ook Deep Soul genoemd en het Britse Northern soul.

## Jeugd
Harris werd geboren als Betty Crews in 1939 in een predikantenfamilie in Orlandon in Florida. Op haar vierde verhuisde het gezin naar Alabama. Zij was voorbestemd voor een kerkelijke loopbaan, maar Betty verliet op 17-jarige leeftijd het diepe zuiden om in New York haar droom na te streven: het zingen van seculiere soulmuziek. Ze ging in de leer en ging op pad met “mentor, vertrouwelinge en tutor” Big Maybelle.

## Carrière
Harris zong bij Bert Berns voor, hoe volgens haar "Cry to Me" moest klinken. Zij overtuigde hem en nam in 1963 een langzame versie op van het nummer waarmee Solomon Burke het jaar ervoor een hit had. De productie werd door Berns, die het nummer zelf geschreven had, zelf voor het Jubilee-platenlabel gedaan. In een langzamer tempo veranderde de vertolking van Harris het nummer in een Billboard Hot 100 nummer 23-hit, met een overeenkomstige nummer 10-notering op de R&B-hitlijst, en het werd een deep soul-klassieker. Op Jubilee werden in totaal nog drie singles uitgebracht, waaronder een heruitgave van "Cry to Me", eveneens geproduceerd door Bert Berns, met "His Kiss", dat op 4 januari 1964 werd uitgebracht, een andere deep soul-ballad die in het onderste deel van de Billboard Pop- en R&B-hitlijsten bleef hangen.
In 1964 stapte Betty Harris over van platenlabel Jubilee naar "Sansu Enterprises", een productiebedrijf uit New Orleans, dat opgezet was door Marshall Sehorn en Allen Toussaint. Haar opname met Sansu leverde tien singles op. Daarvan behaalde alleen "Nearer to You", een sfeervolle, dramatische soulballad, nu beschouwd als een van de mijlpalen van deep soul, succes op de Billboard pophitparade (piek op nummer 85). Vrijwel al haar opnames voor Sansu, zowel uptempo liedjes als ballads, met Toussaints rauwe maar verfijnde zuidelijke soularrangementen achter de rijke, karakeristiek stem van Harris, worden echter beschouwd als de betere exemplaren van het klassieke soultijdperk; "I'm Evil Tonight" is een beatballad die favoriet was in northern soulkringen; "I Don't Want to Hear It", "Show It" en "Twelve Red Roses" zijn opzwepende uptempo nummers en "Can't Last Much Longer" en "What'd I Do Wrong" zijn emotionele deep soul-ballads.
Harris stopte in 1970 met optreden om zich aan haar gezin te wijden.
Alle Sansu-opnames werden verzameld op Soul Perfection , een album dat in 1969 in het Verenigd Koninkrijk (maar niet in de VS) werd uitgebracht. Een uitgebreide cd-compilatie van de opnames van Harris werd onder de naam Soul Perfection Plus in 1999 uitgebracht door het Britse heruitgavelabel West Side.
In 2005 keerde Harris, nadat haar dochter fans van haar vond op internet, terug naar de muziekindustrie. Betty is al tientallen jaren verwikkeld in een auteursrechtstrijd over het eigendom van haar muziek. Allen Toussaint en Marshall Sehorn hebben haar nooit de royalty's betaald die haar verschuldigd waren, en ze bezit de auteursrechten op de geluidsopname van alle nummers die ze met Sansu heeft opgenomen, inclusief "Nearer to You".
Ze heeft verschillende optredens gehad in de VS en Europa, waaronder het Porretta Soul Festival in 2007 in Italië, en heeft een nieuw album opgenomen Intuition.
Harris toerde in 2006 door Australië en verscheen in het tv-programma RocKwiz, waar ze "Cry to Me" uitvoerde en een duet van "Love Lots of Lovin'" met de Australische zanger John Paul Young.